# Гайдамаха Данило Дмитрович
Данило Дмитрович Гайдамаха (нар. 20 липня, 2000, Київ) — український мовний активіст, блогер. Став відомим, перш за все, завдяки своїм відео, якими надихав зросійщених українців говорити українською.

## Життєпис
Народився у Києві. З дитинства спілкувався російською мовою. Оскільки його батьки є вихідцями з Криму, часто проводив літо там. Зростав у російськомовному оточенні. Лише в 16 років почав переходити на українську мову, це тривало в нього впродовж 3 років. Батьки підтримали сина і з часом самі перейшли в повсякденному спілкуванні на українську.
Закінчив школу мистецтв № 4 по класу гри на скрипці.[джерело?]
Навчався на медіапродюсера в Інституті журналістики КНУ імені Тараса Шевченка з 2017 року. З 18 березня 2019 року — Голова Студентського парламенту Інституту.
2021 року вступив на магістерську програму з Історії в Український католицький університет.
Співзасновник ГО «Асоціація Українських Тіктокерів».

### Популярність
Став першим українськомовним блогером з більш ніж 100 000 підписників в TikTok. Знімав короткі ролики про правила української мови, патріотизм і рекомендації як російськомовним перейти на українську.
В жовтні 2020 року Данило оголосив кастинг на його шоу «Галас». За умовами, Данило протягом 8 тижнів навчав учасників шоу як стати успішним українськомовним тіктокером.